# Ландау, Сало
Саломон (Сало) Ландау (нидерл. Salomon "Salo" Landau; 1 апреля 1903, Бохня — 31 марта 1944, Свебодзин) — нидерландский шахматист.
Во время Первой мировой войны переезжает в Вену. Потом переезжает к друзьям в Роттердам, где знакомится с шахматами. Выдвигается в число сильнейших шахматистов страны. На чемпионате 1929 года делит 2-е место, а в 1936 году становится чемпионом страны. Дважды представляет сборную Нидерландов на Олимпиадах (1930, 1937).
Являлся секундантом Александра Алехина на матче против Эйве (1935) и распорядителем АВРО-турнира (1938).
После оккупации нацистами Нидерландов попытался сбежать со своей женой и дочерью в Швейцарию, но они были схвачены и отправлены в Аушвиц.

## Семья
Жена и дочь были убиты в Аушвице.
- Жена: Сюзанна (Сусанна; 6 июня 1912 — 12 или 14 октября 1944)[3]
- Дочь: Хенриетте Рене (28 ноября 1938 — 12 или 14 октября 1944)[4]